# Sarp Ağabigün
Sarp Ağabigün (* 12. Juni 1997 in Istanbul) ist ein türkischer Tennisspieler.

## Karriere
Ağabigün begann mit sieben Jahren mit dem Tennisspielen und konnte auf der Juniorentour, vor allem im Doppel, erste Erfolge feiern. Seine beste Platzierung in der Juniorenrangliste war ein 189. Platz. Seit 2012 spielt Ağabigün Turniere auf der ITF Future Tour, auf der er bisher fünf Doppeltitel gewinnen konnte. Auf der ATP Challenger Tour kam er bislang noch nicht über das Halbfinale hinaus.
Zu seinem Debüt auf der ATP World Tour kam er 2017 in Antalya. Er startete mit einer Wildcard im Doppelfeld an der Seite von Altuğ Çelikbilek, verlor jedoch gleich das Auftaktmatch. Seine erfolgreichste Platzierung in der Doppelrangliste ist ein 322. Rang vom 27. Juni 2016.